# Ordre de bataille confédéré de Peebles's Farm
 (février 2018).
L'ordre de bataille confédéré de Peebles's Farm présente les unités et commandants de l'armée des États confédérés qui ont combattu lors la bataille de Peebles's Farm, du 30 septembre au 2 octobre 1864. L'ordre de bataille unioniste est indiqué séparément.

## Abréviations utilisées

### Grade militaire
- MG = Major général
- BG = Brigadier général
- Col = Colonel
- Ltc = Lieutenant-colonel
- Maj = Commandant
- Cpt = Capitaine
- Lt = Lieutenant

### Autre
- (b) = blessé
- mb = mortellement blessé
- † = tué
- (PDG) = capturé

## Armée de Virginie du Nord

### Troisième corps
LTG A. P. Hill
| Division                               | Brigade                               | Régiments et autres |
| -------------------------------------- | ------------------------------------- | --- |
| Division de Heth MG Henry Heth         | Brigade de Davis BG Joseph R. Davis   | - 1st Confederate Battalion - 2nd Mississippi Infantry - 11th Mississippi Infantry - 26th Mississippi Infantry - 42nd Mississippi Infantry |
| Division de Heth MG Henry Heth         | Brigade de Cooke BG John Rogers Cooke | - 15th North Carolina Infantry - 27th North Carolina Infantry - 46th North Carolina Infantry - 48th North Carolina Infantry - 55th North Carolina Infantry |
| Division de Heth MG Henry Heth         | Brigade de McRae BG William MacRae    | - 11th North Carolina Infantry - 26th North Carolina Infantry - 44th North Carolina Infantry - 47th North Carolina Infantry - 52nd North Carolina Infantry |
| Division de Heth MG Henry Heth         | Brigade d'Archer Col R. M. Mayo       | - 13th Alabama Infantry - 1st Tennessee Infantry (Provisional Army) - 7th Tennessee Infantry - 14th Tennessee Infantry - 2nd Maryland Infantry Battalion - 40th Virginia Infantry - 47th Virginia Infantry - 55th Virginia Infantry - 22nd Virginia Infantry Battalion |
| Division de Heth MG Henry Heth         | Brigade de Johnson Col William McComb | - 17th/23rd Tennessee Infantry - 25th/44th Tennessee Infantry - 63rd Tennessee Infantry |
| Division de Wilcox MG Cadmus M. Wilcox | Brigade de Lane BG James H. Lane      | - 7th North Carolina Infantry - 18th North Carolina Infantry - 28th North Carolina Infantry - 33rd North Carolina Infantry - 37th North Carolina Infantry |
| Division de Wilcox MG Cadmus M. Wilcox | Brigade de Scales BG Alfred M. Scales | - 13th North Carolina Infantry - 16th North Carolina Infantry - 22nd North Carolina Infantry - 34th North Carolina Infantry - 38th North Carolina Infantry |
| Division de Wilcox MG Cadmus M. Wilcox | Brigade de McGowan BG Samuel McGowan  | - 1st South Carolina Infantry (Provisional Army) - 1st South Carolina Infantry (Orr's Rifles) - 12th South Carolina Infantry - 13th South Carolina Infantry - 14th South Carolina Infantry                                                                             |
| Division de Wilcox MG Cadmus M. Wilcox | Brigade de Thomas BG Edward L. Thomas | - 14th Georgia Infantry - 35th Georgia Infantry - 45th Georgia Infantry - 49th Georgia Infantry |

### Corps de cavalerie
MG Wade Hampton III
| Division                                       | Brigade                                 | Régiments et autres                                                                                                  |
| ---------------------------------------------- | --------------------------------------- | --- |
| Division de W.H.F. Lee MG W.H.F. Lee           | Brigade de Barringer BG Rufus Barringer | - 1st North Carolina Cavalry - 2nd North Carolina Cavalry - 3rd North Carolina Cavalry - 5th North Carolina Cavalry  |
| Division de W.H.F. Lee MG W.H.F. Lee           | Brigade de Beale BG Richard L. T. Beale | - 9th Virginia Cavalry - 10th Virginia Cavalry - 13th Virginia Cavalry                                               |
| Division de W.H.F. Lee MG W.H.F. Lee           | Brigade de Dearing BG James Dearing     | - 8th Georgia Cavalry - 4th North Carolina Cavalry - 16th North Carolina Cavalry                                     |
| Division de Butler MG Matthew Calbraith Butler | Brigade de Butler Col H. K. Aiken       | - 4th South Carolina Cavalry - 5th South Carolina Cavalry - 6th South Carolina Cavalry                               |
| Division de Butler MG Matthew Calbraith Butler | Brigade de Young Col J.F. Waring        | - 10th Georgia Cavalry - Légion de Cobb (Géorgie) - Légion de Phillip (Géorgie) - Légiond e Jeff Davis (Mississippi) |

## Sources
- Katcher, Philip R.N. The Army of Northern Virginia: Lee's Army in the American Civil War, 1861-1865. London, United Kingdom: Fitzroy Dearborn, 2003.  (ISBN 1-57958-331-8).